# Lê Huỳnh Quốc
Lê Huỳnh Quốc là một tướng lĩnh của lực lượng Công an nhân dân Việt Nam với quân hàm Thiếu tướng. Ông hiện giữ chức vụ Phó Cục trưởng Cục An ninh kinh tế, Bộ Công an Việt Nam.

## Tiểu sử
Từ tháng 11 năm 2014 đến tháng 7 năm 2017, Lê Huỳnh Quốc là Đại tá công an, Phó Cục trưởng Cục An ninh Tài chính tiền tệ và đầu tư (A84), Tổng cục An ninh, Bộ Công an Việt Nam.
Tháng 9 năm 2019, Lê Huỳnh Quốc là Thiếu tướng Công an nhân dân Việt Nam, Phó Cục trưởng Cục An ninh kinh tế, Bộ Công an.

## Lịch sử thụ phong quân hàm
| Năm thụ phong | –      | 2019        |
| ------------- | ------ | ----------- |
| Quân hàm      |        |             |
| Cấp bậc       | Đại tá | Thiếu tướng |